# Титов, Александр Алексеевич
Александр Алексеевич Титов — полный кавалер Георгиевского креста, старший инженер лаборатории эрозии почв и русловых процессов географического факультета Московского государственного университета имени М. В. Ломоносова.

## Биография
Сразу же после окончания школы в 1916 году Титов был призван в армию и, как образованный и способный юноша, был направлен на курсы артиллеристов, где он освоил профессии разведчика и корректировщика огня. За несколько месяцев боёв Титов проявил себя блестящим артиллеристом, и его подразделение стало лучше остальных справляться с боевыми задачами командования. За это Александр Алексеевич был удостоен трёх Георгиевских крестов, а последний, I степени, был присвоен ему в 1917 году, но Титов не успел забрать его по причине начавшихся революционных событий.
Был участником Гражданской войны на стороне РККА в 1918—1922 гг, в боях получил тяжёлое ранение.
После окончания военной службы Титов закончил экономическое отделение Сельскохозяйственного института имени Тимирязева.
Русский. Беспартийный. Женат, двое детей.
В Великую Отечественную войну Титов также служил артиллеристом. Был объявлен пропавшим без вести в ранге интенданта 3-го ранга в конце 1941 года. Затем вернулся в строй. Новое тяжёлое ранение Александр Алексеевич получил в 1942 году, однако восстановился и конец войны встретил в звании майора артиллерии.
В 1960-е гг. Александр Алексеевич Титов стал сотрудником кафедры геоморфологии географического факультета МГУ имени Ломоносова. Его специализацией было исследование экономических последствий смыва почв и эрозионных процессов, происходящих на сельскохозяйственных пахотных землях. Работал Титов в тандеме с другим видным геоморфологом Белоцерковским.

## Источник
- Стенгазета кафедры геоморфологии и палеогеографии географического факультета МГУ имен М. В. Ломоносова «Геоморфолог» (03.2014)